# Église Saint-Loup de Saint-Loup-de-Naud
Pour les articles homonymes, voir Église Saint-Loup.
L'église Saint-Loup est l'église paroissiale de Saint-Loup-de-Naud, en Seine-et-Marne. Elle est dédiée à saint Loup, évêque de Sens au VIIe siècle. Elle était autrefois l'église du prieuré bénédictin Saint-Loup, disparu en 1560 à la suite des guerres de religion.
L'église fait l’objet d’un classement au titre des monuments historiques depuis 1846 .

## Histoire
Au Xe siècle existe déjà, sur le site du village actuel, un domaine de Naud, où se trouve une chapelle dédiée à saint Loup. Vers 980, l'archevêque de Sens donne la chapelle aux moines bénédictins de l'abbaye Saint-Pierre-le-Vif à Sens, qui y fondent un prieuré. La construction de l’église commence dans la deuxième moitié du XIe siècle, avec l'élévation du chœur, du transept et des deux premières travées de la nef. En 1160, l'archevêque de Sens, Hugues de Toucy, offre au prieuré une relique de saint Loup. C'est sans doute vers cette période que, grâce au comte de Champagne Henri le Libéral, la nef de l'église est agrandie de quatre nouvelles travées et qu'est édifié le portail ouest surmonté d'une tour, dans un style de transition vers le gothique plus affirmé.
Au cours du XIIe siècle se développe autour du prieuré un véritable village, que Saint-Loup dessert comme église paroissiale. Le prieuré est cependant victime des bandes anglaises durant la guerre de Cent Ans et abandonné par ses moines. Il est alors mis en commende. En 1567, il est pillé par les protestants lors des guerres de religion. Le prieuré connaît alors un déclin marqué, avant d'être dissous lors de la Révolution française.
L'église est classée au titre des Monuments historiques en  1846. Les premiers travaux de restauration sont entamés après 1871. Frappée le 17 août 2011 par un arrêté municipal de péril, l'église est un temps fermée avant de rouvrir au public en décembre 2013. Des financements sont en cours de collecte en 2016, avec l'aide de la Fondation du patrimoine, pour que le portail fasse bientôt l'objet de travaux d'assainissement, restauration et protection.

## Description du bâtiment

### Extérieur
L’édifice est établi au sommet du coteau, dominant la vallée du Dragon, où est établi le centre du village. Surmonté d'un clocher érigé au-dessus de la croisée du transept, son aspect général est sobre, voire austère. L’abside est percée de trois fenêtres, sans ornementation. Mais le porche abrite un portail, créé vers 1160, à la décoration sculptée particulièrement remarquable, notamment ses statues-colonnes du premier gothique.

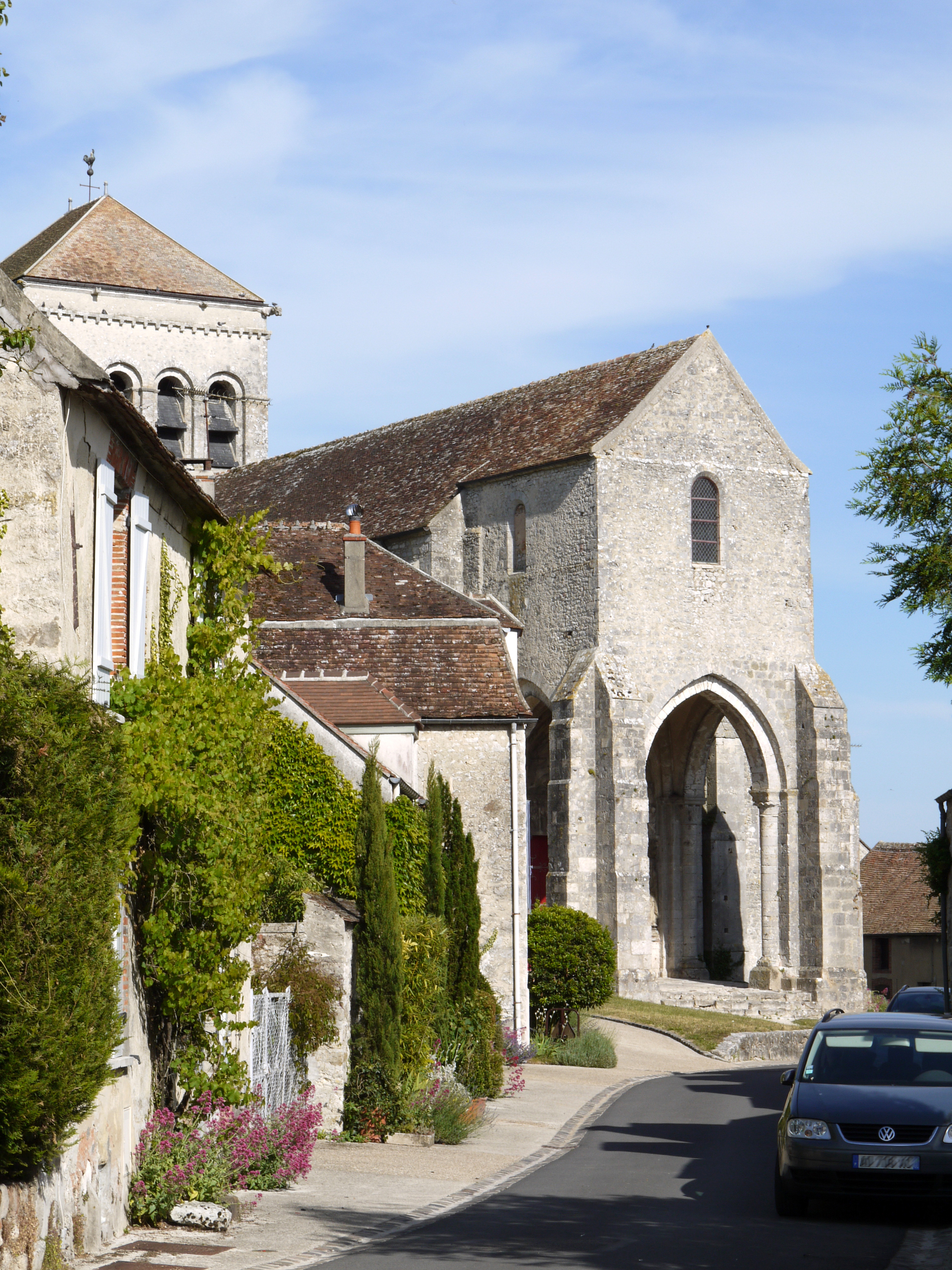
L'église Saint-Loup, vue depuis la rue Serge-Veau.
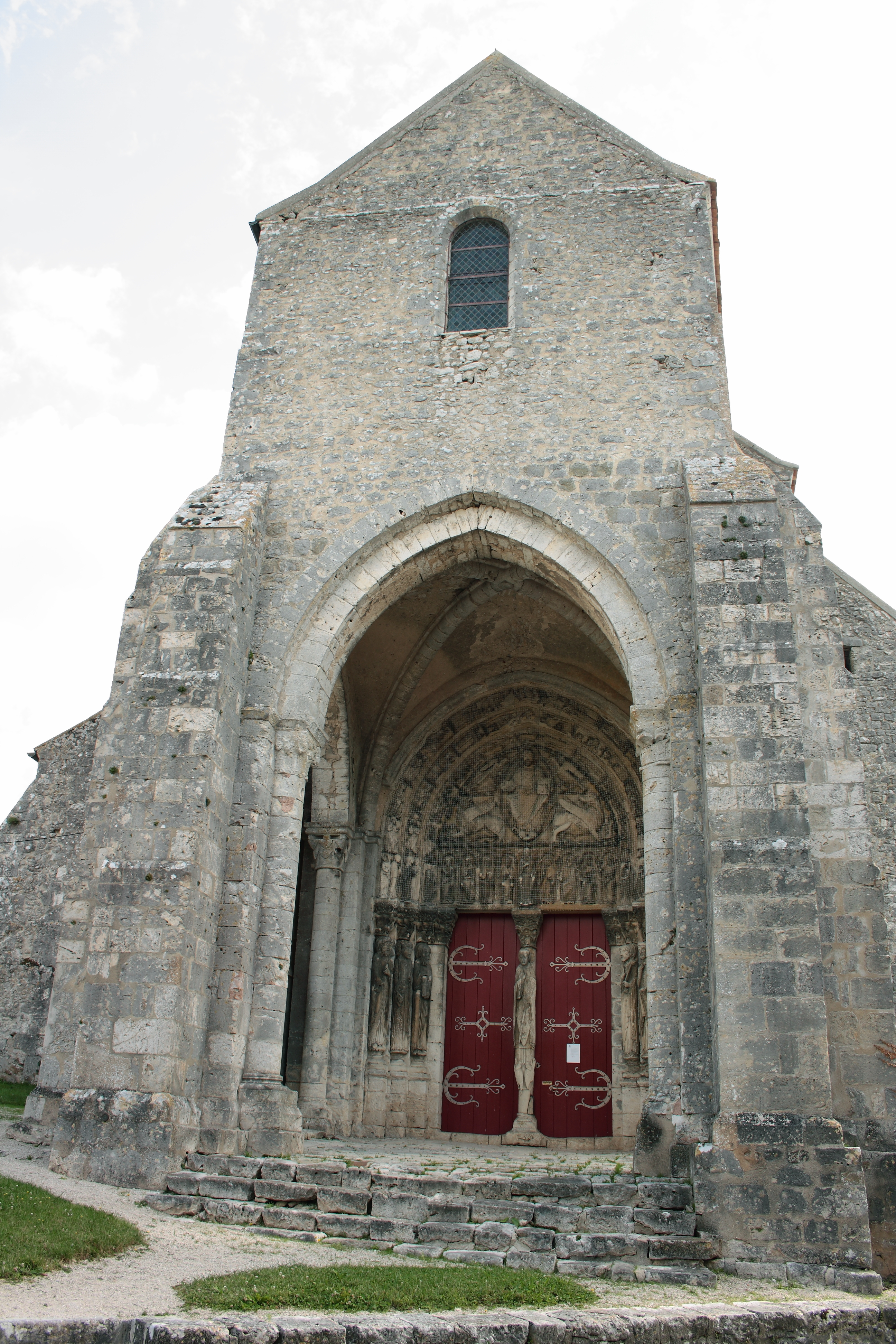
La facade occidentale et le porche.
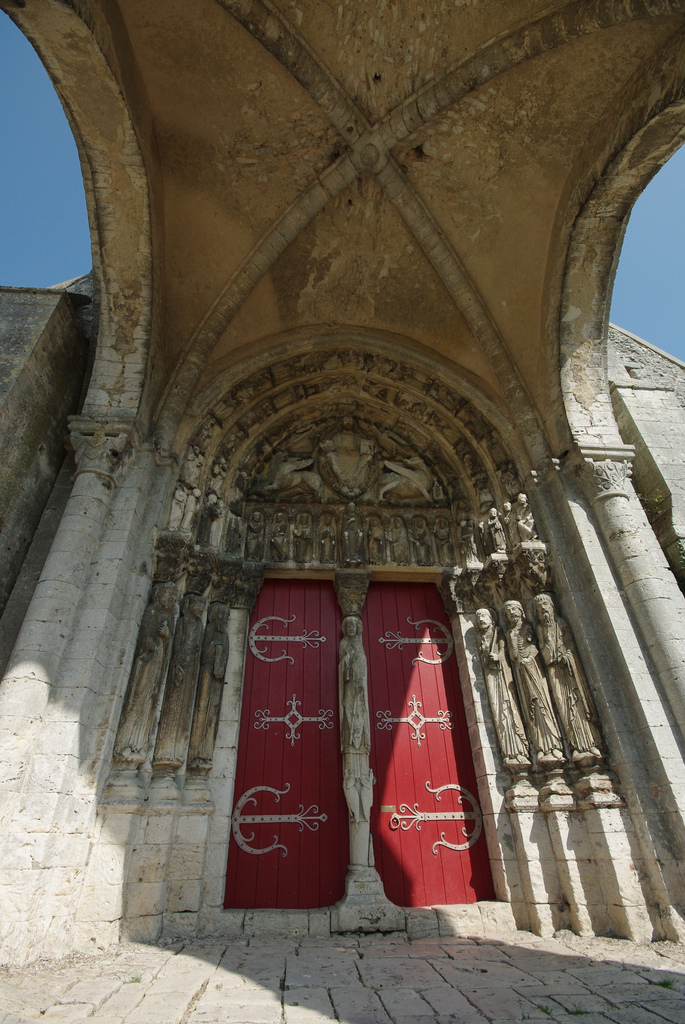
Sous le porche.
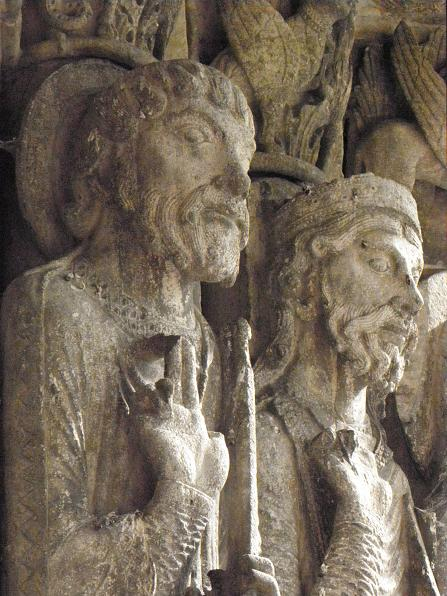
Saint Pierre et le roi Salomon (ébrasement droit du portail occidental).
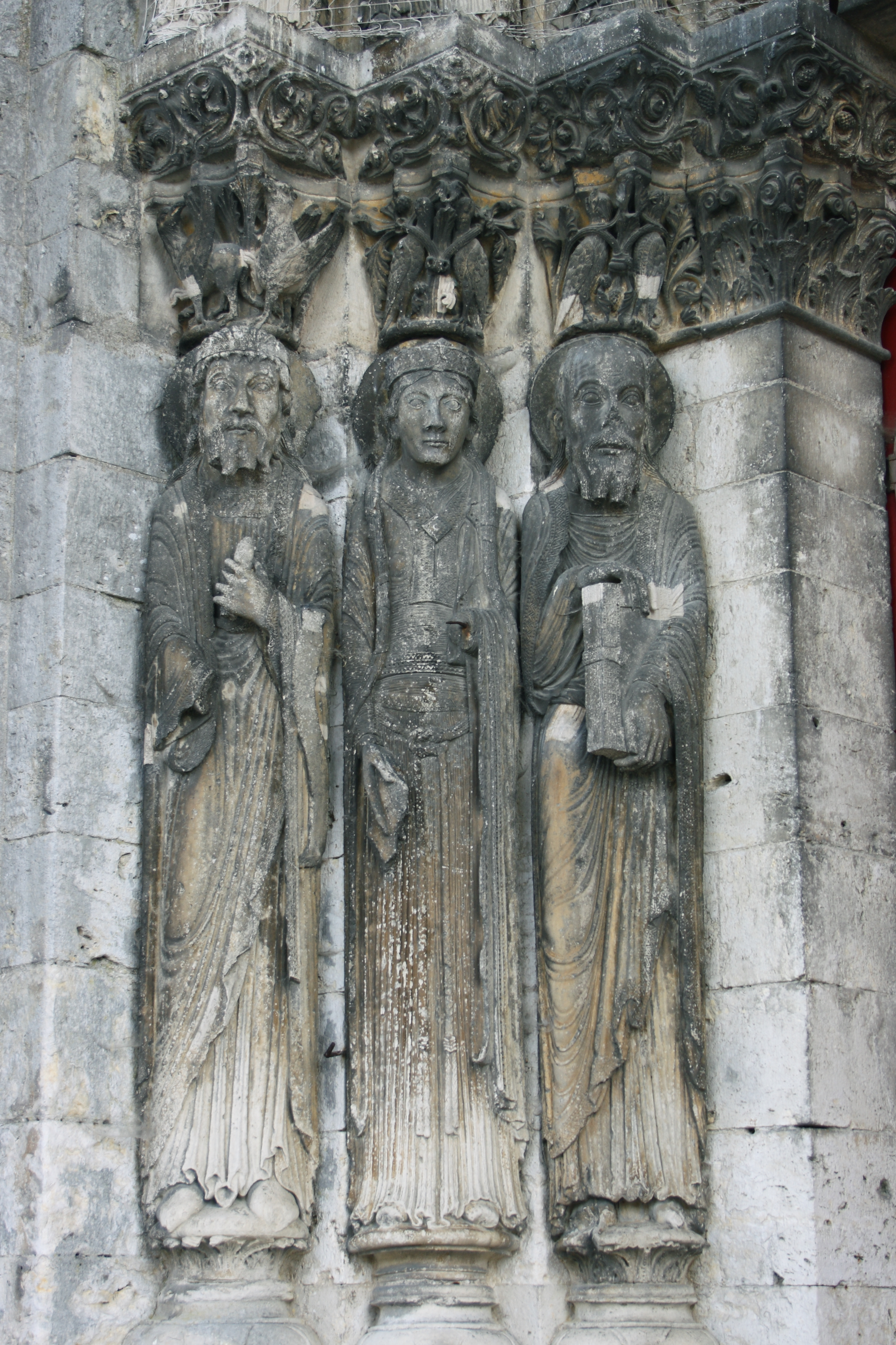
Un des groupes de statues-colonnes du portail. L'une représente l'apôtre saint Paul.

### Intérieur

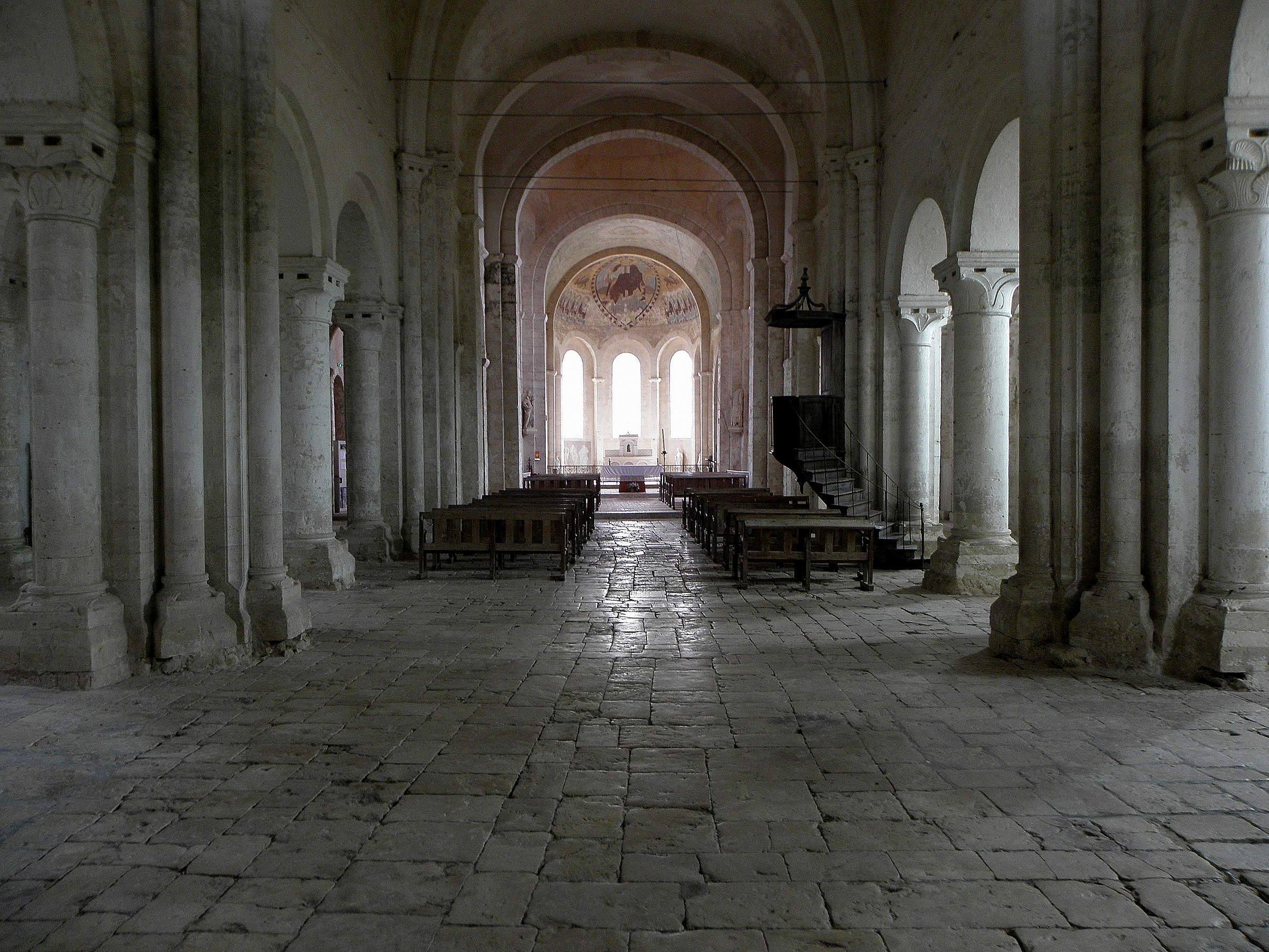
La nef.
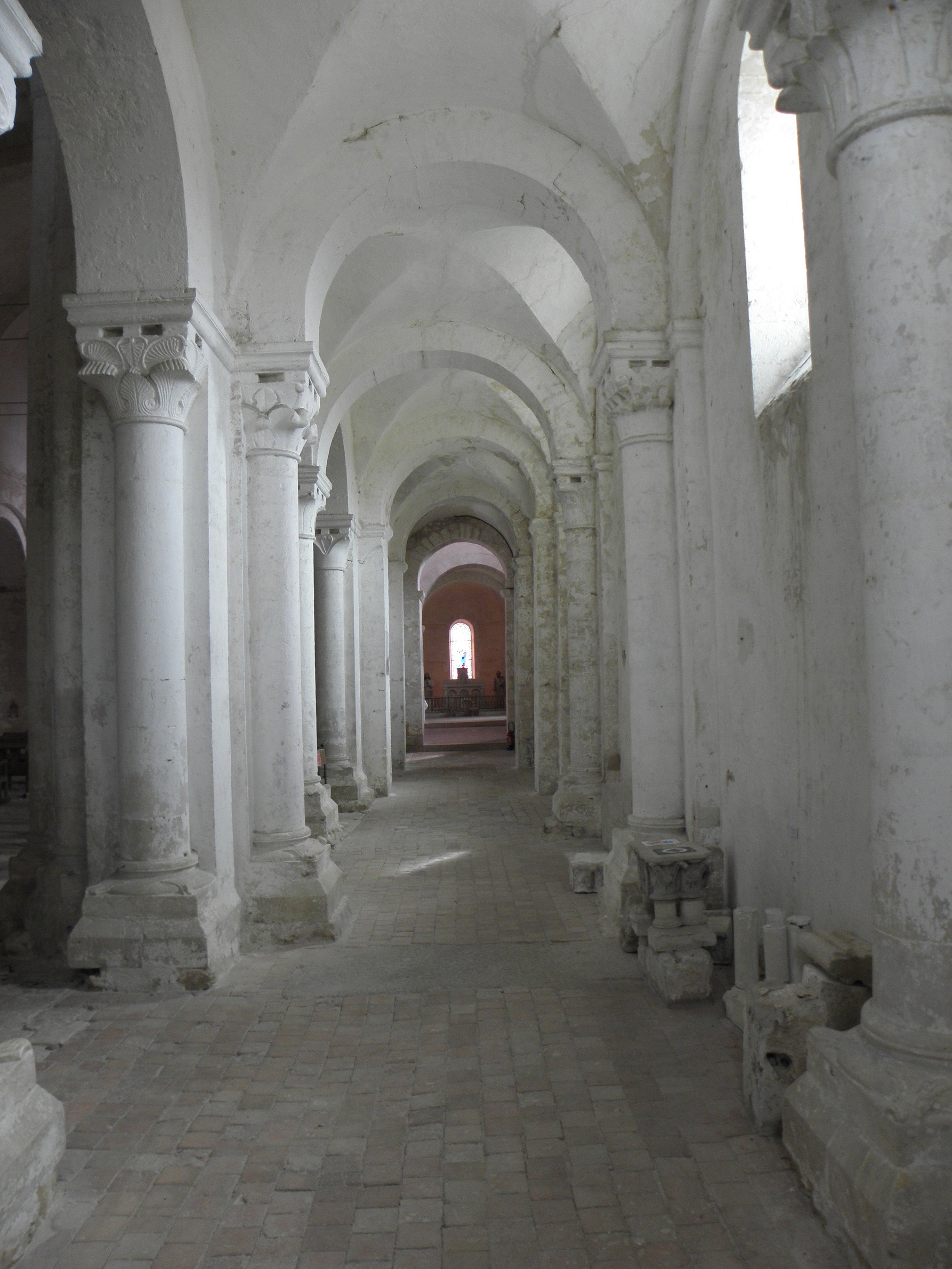
Le collatéral sud de la nef.
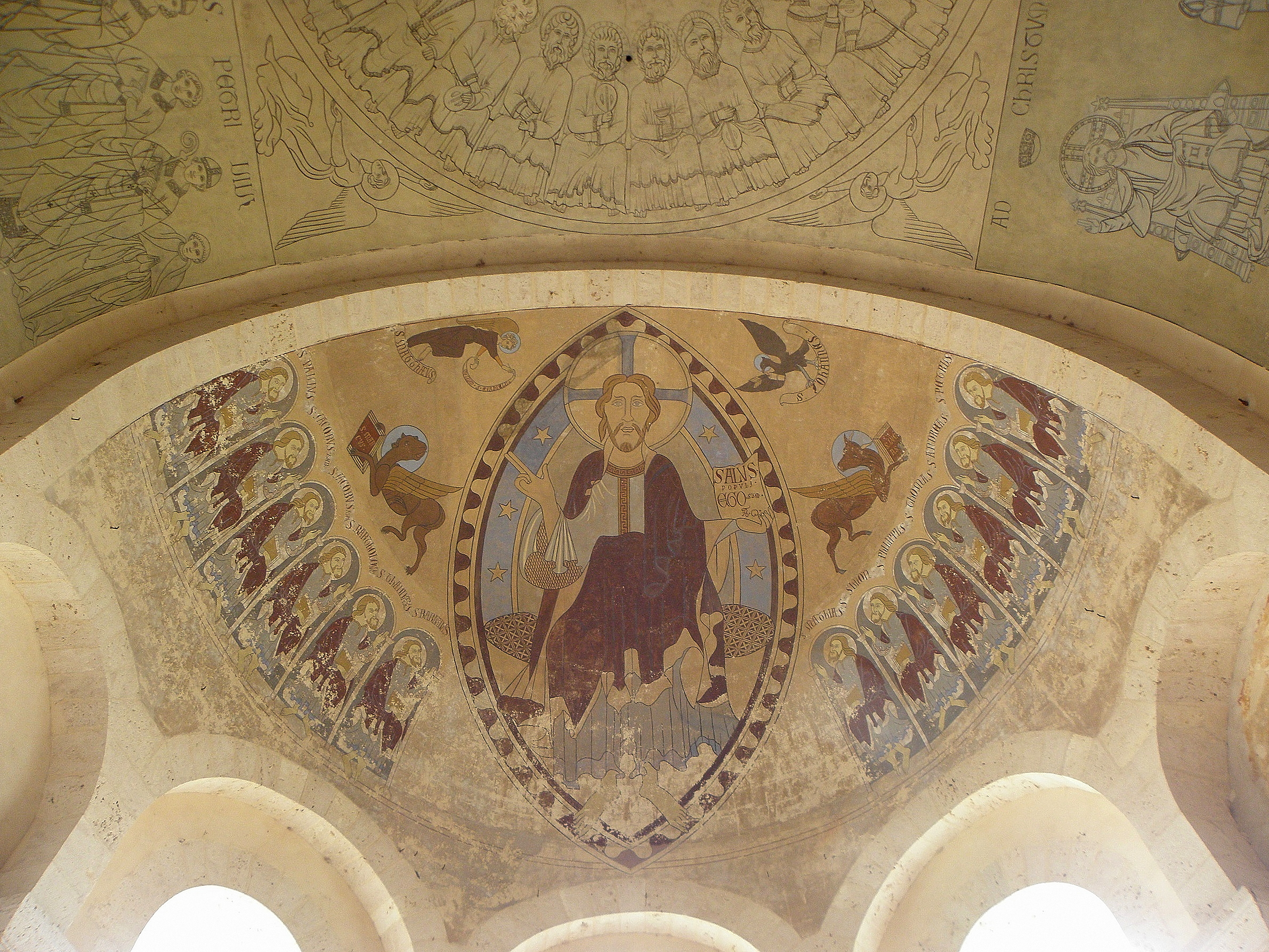
La voûte de l’abside.
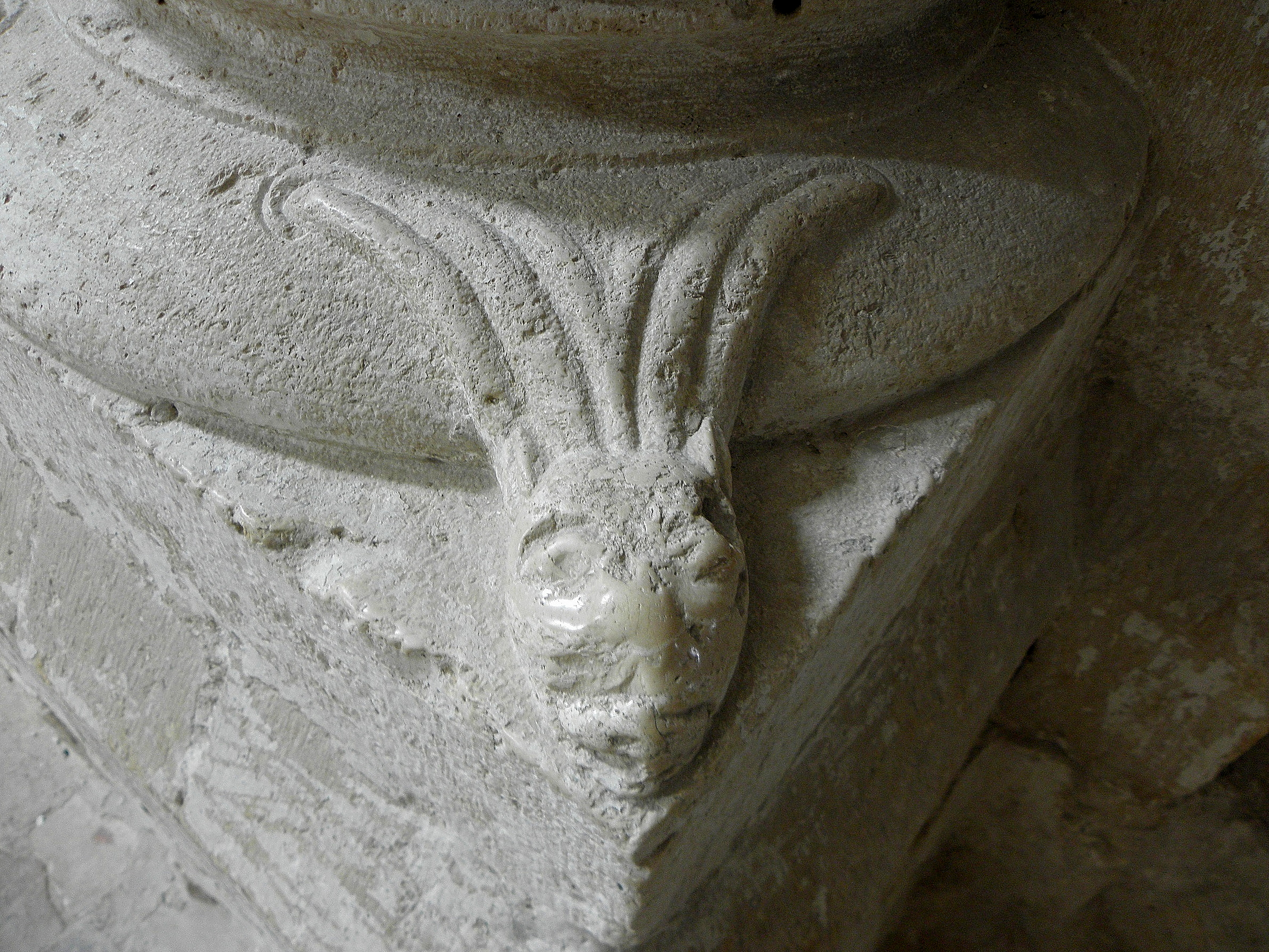
Un détail de la base d'une des colonnes de la nef.
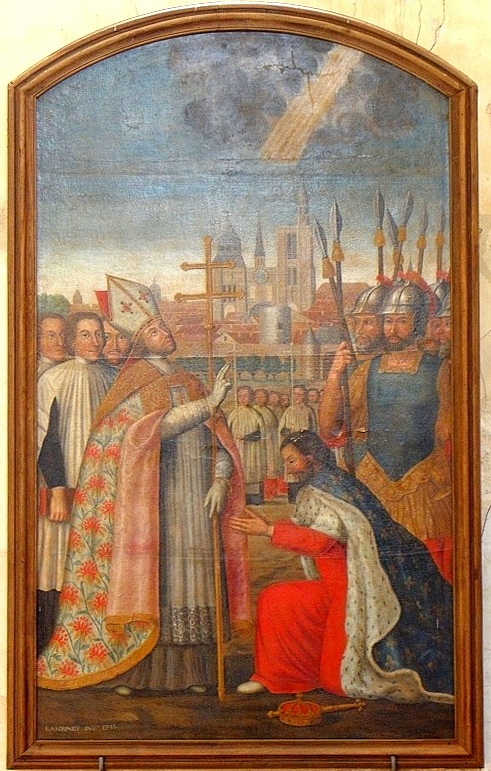
Clotaire II implorant le pardon de saint-Loup. Tableau de Charles-Nicolas Lambinet daté de 1775, exposé dans le transept sud.

## Évocations littéraires
L'église Saint-Loup aurait servi de modèle pour les églises de Balbec et de Saint-André-des-Champs (près de Combray) dans le roman À la recherche du temps perdu.
Marcel Proust, qui serait venu plusieurs fois à Saint-Loup-de-Naud, écrit : 
" L’église de Balbec est admirable, n’est-ce pas, Monsieur, demandai-je, surmontant la tristesse d’avoir appris qu’un des attraits de Balbec résidait dans ses coquettes villas.
— Non, elle n’est pas mal, mais enfin elle ne peut soutenir la comparaison avec ces véritables bijoux ciselés que sont les cathédrales de Reims, de Chartres et, à mon goût, la perle de toutes, la Sainte-Chapelle de Paris.
— Mais l’église de Balbec est en partie romane ?
— En effet, elle est du style roman, qui est déjà par lui-même extrêmement froid et ne laisse en rien présager l’élégance, la fantaisie des architectes gothiques qui fouillent la pierre comme de la dentelle. L’église de Balbec mérite une visite si on est dans le pays, elle est assez curieuse"